# Nicha Lertpitaksinchai
Nicha Lertpitaksinchai (thailändisch ณิชาต์ เลิศพิทักษ์สินชัย, RTGS Nicha Loetphithaksinchai; * 14. August 1991 in Bangkok) ist eine ehemalige thailändische Tennisspielerin.

## Karriere
Nicha spielte hauptsächlich auf Turnieren des ITF Women’s Circuit, bei denen sie zwei Einzel- und 15 Doppeltitel gewinnen konnte. Bis auf ihren ersten Titelgewinn erzielte sie alle Doppelerfolge mit ihrer ständigen Partnerin Peangtarn Plipuech. Ihre Fokussierung auf das Doppel spiegelt sich auch in ihren Weltranglistenplatzierungen wider: im Einzel wurde sie im Oktober 2016 auf Rang 280 geführt, während sie im Doppel im April 2014 immerhin auf Platz 144 notiert wurde.
Darüber hinaus kam sie 2011 erstmals für die thailändische Fed-Cup-Mannschaft zum Einsatz, im Fed Cup gelangen ihr bislang fünf Siege bei sieben Niederlagen.
Ihr letztes internationale Turnier spielte Nicha im August 2018.

## Turniersiege

### Einzel
| Nr. | Datum             | Turnier   | Kategorie   | Belag     | Finalgegnerin      | Ergebnis  |
| --- | ----------------- | --------- | ----------- | --------- | ------------------ | --------- |
| 1.  | 11. Dezember 2010 | Bangalore | ITF $25.000 | Hartplatz | Kumiko Iijima      | 6:4, 6:3  |
| 2.  | 23. Mai 2015      | Bangkok   | ITF $10.000 | Hartplatz | Peangtarn Plipuech | 7:64, 6:2 |

### Doppel
| Nr. | Datum             | Turnier       | Kategorie   | Belag             | Partnerin          | Finalgegnerinnen                       | Ergebnis          |
| --- | ----------------- | ------------- | ----------- | ----------------- | ------------------ | -------------------------------------- | ----------------- |
| 1.  | 1. Oktober 2011   | Jakarta       | ITF $25.000 | Hartplatz         | Nungnadda Wannasuk | Kao Shao-yuan Zhao Yijing              | 6:4, 6:4          |
| 2.  | 20. Juli 2012     | Woking        | ITF $25.000 | Hartplatz         | Peangtarn Plipuech | Yvonne Cavallé Reimers Nicola Slater   | 6:2, 7:5          |
| 3.  | 22. Februar 2013  | Muzaffarnagar | ITF $25.000 | Rasen             | Peangtarn Plipuech | Justyna Jegiołka Weronika Kapschaj     | 3:6, 6:4, [10:8]  |
| 4.  | 26. April 2013    | Phuket        | ITF $25.000 | Hartplatz (Halle) | Peangtarn Plipuech | Tara Moore Melanie South               | 6:3, 5:7, [11:9]  |
| 5.  | 3. Mai 2013       | Phuket        | ITF $25.000 | Hartplatz (Halle) | Peangtarn Plipuech | Fatma Al Nabhani Lee Ya-hsuan          | 6:2, 6:4          |
| 6.  | 27. Juli 2013     | Lexington     | ITF $50.000 | Hartplatz         | Peangtarn Plipuech | Julia Glushko Chanel Simmonds          | 7:65, 6:3         |
| 7.  | 15. November 2013 | Phuket        | ITF 15.000  | Hartplatz (Halle) | Peangtarn Plipuech | Jia Xiang Lu Lu Jiajing                | 3:6, 6:2, [10:8]  |
| 8.  | 6. Dezember 2013  | Pune          | ITF $25.000 | Hartplatz         | Peangtarn Plipuech | Jocelyn Rae Anna Smith                 | 7:5, 7:5          |
| 9.  | 22. Februar 2014  | Neu-Delhi     | ITF $25.000 | Hartplatz         | Peangtarn Plipuech | Erika Sema Yurika Sema                 | 7:65, 6:3         |
| 10. | 25. Juli 2014     | Phuket        | ITF $25.000 | Hartplatz (Halle) | Peangtarn Plipuech | Han Na-lae Yoo Mi                      | 6:3, 6:75, [11:9] |
| 11. | 24. Oktober 2014  | Phuket        | ITF $15.000 | Hartplatz (Halle) | Peangtarn Plipuech | Oleksandra Korashvili Aljona Sotnykowa | 7:60, 2:6, [10:4] |
| 12. | 31. Oktober 2014  | Phuket        | ITF $15.000 | Hartplatz (Halle) | Peangtarn Plipuech | Kamonwan Buayam Lee Pei-chi            | 7:5, 6:3          |
| 13. | 25. Juli 2015     | Evansville    | ITF $10.000 | Hartplatz         | Peangtarn Plipuech | Lauren Herring Kennedy Shaffer         | 6:2, 6:3          |
| 14. | 27. Mai 2017      | Goyang        | ITF $25.000 | Hartplatz         | Peangtarn Plipuech | Genevieve Lorbergs Olivia Tjandramulia | 7:5, 6:4          |
| 15. | 14. April 2018    | Osaka         | ITF $25.000 | Hartplatz         | Choi Ji-hee        | Akiko Omae Peangtarn Plipuech          | 6:3, 6:4          |